# 萨尔多巴水库
萨尔多巴水库是一座位于乌兹别克斯坦錫爾河州的水库，建成于2017年，2020年5月1日大坝坍塌造成伤亡。

2020年5月1日至4日水库溃坝淹没区域地图

萨尔多巴水库2010年开工，是时任乌兹别克斯坦总理肖開提·米爾則亞耶夫主持的项目。2017年，水库正式建成。
萨尔多巴水库设计最大库容量为9.2亿立方米。
当地时间2020年5月1日早6时，萨尔多巴水库溃坝，淹没了附近的农田和几千座民宅。邻近水库的十座哈萨克斯坦村子也遭水淹。溃坝事件造成至少4人死亡，1人失踪，超过50人受伤住院。因溃坝而疏散的约有9万人，包括约7万乌兹别克斯坦人，约2.2万哈萨克斯坦人。
溃坝事件发生后，台湾东森新闻台报道称此坝为中华人民共和国企业承建。中华人民共和国驻乌兹别克斯坦共和国大使馆回应称，消息不实，此坝并非中华人民共和国企业建造。